# ジャヌィベク・ウメタリエフ
ジャヌィベク・ウメタリエフ（1943年5月26日 - 2009年5月30日）は、キルギス共和国の軍人。キルギス国家国防問題委員会議長（後の国防相）。少将。

## 経歴
アラムドゥンスキー地区カシュカ・スー村出身。
1964年、ウスリースク軍事自動車学校を卒業。
- 1964年～1970年 - 自動車大隊小隊長（ザカフカーズ軍管区）、ザカフカーズ軍管区とトルケスタン軍管区の自動車部隊の下級将校。1966年～1971年、タシケント地震に災害派遣
- 1970年～1971年 - キルギス・ソビエト社会主義共和国民間防衛本部の情報将校
- 1971年～1972年 - キルギス民間防衛本部の先任将校
- 1972年～1975年 - M.V.フルンゼ名称軍事アカデミー（ロシア語版、英語版）の聴講生
- 1975年～1977年 - ナルィン州民間防衛本部長
- 1977年～1980年 - キルギス民間防衛本部第1課長/副本部長
- 1980年～1981年 - キルギス民間防衛本部副本部長
- 1981年～1992年 - キルギス民間防衛本部長。1986年～1989年、チェルノブイリ原子力発電所事故に災害派遣
- 1992年～1993年 - キルギス国家国防問題委員会（後のキルギス国防省）議長

2008年～2009年、国防省ベテラン会議議長。「チェルノブイリ」共和国連盟総裁。

## パーソナル
ソ連から「ソ連軍における祖国への奉仕に対する」勲章、キルギスから「エルディク」メダル、キルギス共和国名誉賞状を授与された。スラヴティッチ市（ウクライナ）名誉市民。